# Pomezia
Pomezia er en italiensk by (og kommune) i regionen Lazio i Italien, med omkring 64.119(2023) indbyggere. 